# جنكيز جوشقون
جنكيز جوشقون (بالتركية: Cengiz Coşkun)‏ ممثل تركي من أصول بلغارية، ولد في 29 أبريل 1982 إسطنبول، تركيا. خريج الأكاديمية الرياضية، وهو لاعب كرة سلة محترف.

## حياته
بدأ جنكيز حياته المهنية في التمثيل والعرض باختياره كأفضل عارض في عام 2002، ودخل عالم التمثيل في عام 2005 بمسلسل Rüzgarlı Bahçe. كان أنجح مشروع شارك فيه في مسيرته هو فيلم فتح 1453، الذي صدر عام 2012.

## أعماله

### أفلام
- 2012: فتح 1453 بدور جيوفاني جوستنياتي.
- 2012: الجبل بدور طغرل تومان.
- 2016: Çekmeceler بدور علي.
- 2020:حرب ملاذكرد 1071 بدور السلطان ألب أرسلان.

### مسلسلات
- 2005: Rüzgarlı Bahçe بدور مرجان.
- 2005: نهر بدور أوموت.
- 2006: ما وراء الروح بدور كآن أتالاي.
- 2006: نبض الحياة بدور مرت اريتش.
- 2009: ألم الفراق بدور طارق بوداك.
- 2019-2014: قيامة أرطغرل بدور تورغوت ألب (شخصية خيالية).
- 2025-:المؤسس عثمان بدور تورغوت ألب (شخصية خيالية).

جنكيز جوشقون بدور تورغوت ألب في مسلسل قيامة أرطغرل

## روابط خارجية
- جنكيز جوكشون على موقع IMDb (الإنجليزية)
- جنكيز جوكشون على موقع ألو سيني (الفرنسية)
- جنكيز جوكشون على موقع أول موفي (الإنجليزية)
- جنكيز جوكشون على موقع قاعدة بيانات الفيلم (الإنجليزية)
- جنكيز جوكشون على موقع كينوبويسك (الروسية)